# Close to You (película)
Close to You es una película dramática de 2023 dirigida por Dominic Savage y protagonizada por Elliot Page, Hillary Baack, Peter Outerbridge y Wendy Crewson. Savage y Page escribieron juntos la historia y ambos participaron como productores. La película se estrenó en el Festival Internacional de Cine de Toronto de 2023 y fue estrenada en Canadá el 16 de agosto de 2024. En el Reino Unido se estrenó el 23 de agosto de 2024.

## Sinopsis
Sam, un hombre trans, regresa a casa para celebrar el cumpleaños de su padre y se encuentra con una vieja amistad, lo que reabre viejas heridas mientras su familia lucha por aceptar su transición de género.

## Reparto
El reparto está compuesto por:
- Elliot Page como Sam
- Hillary Baack como Katherine
- Peter Outerbridge como Jim, el padre de Sam
- Wendy Crewson como Miriam, la madre de
- Janet Porter como Kate
- Alex Paxton-Beesley como Megan
- Daniel Maslany como Michael
- Sook-Yin Lee como Emily
- Andrew Bushell como Stephen
- Jim Watson como Daniel
- David Reale como Paul
- Amanda Richer como Margot

## Producción
Además de Savage y Page, también se incluyen como productores Krishnendu Majumdar y Richard Yee a través de su sello Me + You Productions, así como a Daniel Bekerman y Chris Yurkovich de Good Question Media. La financiación corrió a cargo de Kindred Spirit, con Anita Gou y Sam Intili como productores ejecutivos, junto con Nia Vazirani de Rolling Dice y Matt Jordan Smith de PageBoy Productions. El proyecto incluyó un alto grado de improvisación, y Page declaró a The Guardian que la experiencia fue «un momento culminante de mi vida como actor». El rodaje fue realizada por la directora de cinematografía, Catherine Lutes, y el rodaje tuvo lugar en Canadá, finalizando en junio de 2023.

### Lanzamiento
La película se mostró al público por primera vez en el Festival Internacional de Cine de Toronto el 10 de septiembre de 2023, y tuvo una proyección de gala en el Festival Internacional de Cine Cinéfest Sudbury de 2023. En enero de 2024, Greenwich Entertainment adquirió los derechos de distribución para Estados Unidos.
Se estrenó en los cines de Estados Unidos y Canadá el 16 de agosto de 2024, y dos semanas después, el 30 de agosto, en el Reino Unido. La película tuvo su debut en streaming en Netflix el 15 de noviembre de 2024.

## Recepción

### Crítica
En el sitio web de reseñas Rotten Tomatoes, la película tiene un índice de aprobación de 66 % basado en 58 reseñas de los críticos son positivas, con una calificación promedio de 6,1/10. En Metacritic, que asigna una puntuación promedio ponderada, la película obtuvo una calificación de 55 sobre 100, basándose en 17 críticos, lo que indica reseñas «mixtas o regulares».
La actuación de Page fue ampliamente elogiada, incluso por parte de críticos que fueron menos favorables con la película en general. Matt Zoller Seitz, de RogerEbert.com, otorgó a la película tres de cuatro estrellas y escribió: «Es cruda y a menudo poderosa».  Guy Lodge de Variety alabó las actuaciones opinando que eran la mejor parte de la película, sin embargo criticó su duración y la falta de un guion sólido.

### Premios
| Premio / Festival de cine                       | Fecha de la ceremonia    | Categoría                                       | Destinatario(s) | Resultado | Ref(s) |
| ----------------------------------------------- | ------------------------ | ----------------------------------------------- | --------------- | --------- | ------ |
| Premios BIFA                                    | 8 de diciembre de 2024   | Mejor actor principal                           | Elliot Page     | Nominado  | [ 19 ] |
| Festival Internacional de Cine de Calgary       | 25 de septiembre de 2023 | Mención especial del jurado por mejor actuación | Elliot Page     | Ganador   | [ 20 ] |
| Festival Internacional de Cine Cinéfest Sudbury | 28 de septiembre de 2023 | Voces e historias inspiradoras                  | Dominic Savage  | Ganador   | [ 21 ] |
| GLAAD Media Awards                              | 27 de marzo de 2025      | Mejor película                                  | Close to You    | Nominado  | [ 22 ] |
| The Queerties                                   | 11 de marzo de 2025      | Mejor actor principal                           | Elliot Page     | Nominado  | [ 23 ] |